# Kulthorn Kirby
Культорн Кірбі (англ. Kulthorn Kirby Public Company Limited, тай. บริษัท กุลธรเคอร์บี้ จำกัด) — таїландська компанія, виробник і продавець герметичних компресорів поршневого типу для побутових холодильників, морозильників, охолоджувачів води, комерційного холоду і систем кондиціонування. Входить до групи компаній Kulthorn Group. Штаб-квартира компанії розташована в Бангкоку.